# فرودگاه سیبی
فرودگاه سیبی (به انگلیسی: Sibi Airport) یک فرودگاه همگانی با کد یاتا SBQ است . این فرودگاه در شهر سیبی، پاکستان کشور پاکستان قرار دارد و در ارتفاع ۱۳۳ متری از سطح دریا واقع شده است.